# Antonio de' Tolomei
Antonio de' Tolomei (falecido em 1498) foi um prelado católico romano que serviu como bispo de Lecce de 1485 a 1498.

## Biografia
A 18 de julho de 1485, Antonio de' Tolomei foi nomeado pelo Papa Inocêncio VIII como Bispo de Lecce. Serviu nesta posição até à sua morte em 1498.